# Chinesisch-serbische Beziehungen
Die Chinesisch-serbischen Beziehungen sind das zwischenstaatliche Verhältnis zwischen Serbien und der Volksrepublik China. Beide Länder unterhalten freundschaftliche Beziehungen und haben ein strategisches Partnerschaftsabkommen unterzeichnet.
China hat eine Botschaft in Belgrad und unterhält mit Zustimmung der serbischen Regierung seit November 2006 auch ein Büro in Priština. Serbien hat eine Botschaft in Peking und ein Generalkonsulat in Shanghai.

## Geschichte
Das sozialistische Jugoslawien erkannte 1949 die Volksrepublik China direkt nach ihrer Gründung durch Mao Zedong an. Aufgrund der Streitigkeiten zwischen Josef Stalin und Josip Broz Tito weigerte sich allerdings die Volksrepublik diplomatische Kontakte mit Jugoslawien aufzunehmen und übernahm die anti-jugoslawische Position des Komintern. Die chinesische Position änderte sich 1955 nach Stalins Tod, als Mao Zedong eine Delegation des Bund der Kommunisten Jugoslawiens empfing und sich sogar selbstkritisch für die schlechten Beziehungen in der Vergangenheit entschuldigte. Mit dem Beginn des Chinesisch-sowjetischen Zerwürfnisses in den 1950er Jahren unterhielt China gute Beziehungen zu Belgrad, das sich ebenfalls um Distanz zu Moskau bemühte. Als die Sowjetunion und viele andere europäische kommunistische Länder 1960 ihre Berater aus China abzogen, blieben unter anderem Berater aus Jugoslawien zurück. Der jugoslawische Präsident Tito besuchte China zum ersten Mal im Jahr 1977, gefolgt von einem Gegenbesuch von Hua Guofeng in Jugoslawien im Jahr 1978.
Als es in den 1990er Jahren zum Zerfall Jugoslawiens kam, verurteilte die Volksrepublik China die Bombardierung Jugoslawiens durch die NATO während des Kosovokriegs ausdrücklich. China lehnte die NATO-Intervention im Kosovo mit der Begründung ab, dass sie einen gefährlichen Präzedenzfall schaffe, von dem chinesische Beamte glaubten, dass China in Zukunft betroffen sein könnte, auch im Hinblick auf Tibet oder Xinjiang. Der Widerstand der VR China gegen die  Operation Allied Force verstärkte sich, nachdem im Mai 1999 die Botschaft der VR China in Belgrad von der NATO bombardiert wurde. In der Folgezeit unterstützte China den Anspruch von Jugoslawiens Nachfolgestaat Serbien auf den Kosovo. Die Unabhängigkeitserklärung des Kosovo 2008 wurde von der VR China abgelehnt und das chinesische Außenministerium äußerte „große Besorgnis“ über die Unabhängigkeitserklärung in einem Statement. Im Gegenzug unterstützt Serbien die territorialen Ansprüche der Volksrepublik auf Taiwan.
Am 23. August 2009 unterzeichneten die Präsidenten Serbiens und Chinas, Boris Tadić und Hu Jintao, eine gemeinsame Erklärung über den Aufbau einer strategischen Partnerschaft. Unter Präsident Aleksandar Vučić hat Serbien die Beziehungen zu China weiter intensiviert und wurde zum wichtigsten Verbündeten der Volksrepublik auf dem Westbalkan. Im Jahr 2016 unterzeichneten Serbien und China ein Abkommen über eine umfassende strategische Partnerschaft und vereinbarten im Jahr darauf die gegenseitige Abschaffung der Visumspflicht für ihre Bürger bei der Einreise. Während eines Besuchs des serbischen Präsidenten  Vučić in Peking im Jahr 2023 unterzeichneten Serbien und China ein Freihandelsabkommen und zahlreiche weitere Abkommen zur Vertiefung der Zusammenarbeit in den Bereichen Infrastruktur, Handel, Wissenschaft, Umweltschutz, Technologie, Kultur, Sport und Informatik. Beide Seiten betonten ihre „stählerne Freundschaft“. Vor dem 25. Jahrestag der Bombardierung der chinesischen Botschaft in Belgrad schrieb der chinesische Präsident Xi Jinping einen Artikel in der serbischen Zeitung Politika, in dem er erklärte: „Die Freundschaft zwischen China und Serbien ist mit dem Blut getränkt, das die beiden Völker gemeinsam vergossen haben.“

## Wirtschaft
Für Serbien ist China mit einem Handelsvolumen von knapp 6 Milliarden US-Dollar (2023) einer der wichtigsten Handelspartner. Serbien hat sich auch der neuen Seidenstraße angeschlossen. China hat 10 Milliarden US-Dollar in die serbische Infrastruktur und Energieversorgung investiert, darunter in Projekte wie die Bahnstrecke Budapest–Belgrad oder die Mihajlo-Pupin-Brücke. Die Grundlage für das intensive wirtschaftliche Engagement Chinas wurde 2011 mit dem ersten China-Mittelosteuropa-Gipfel gelegt und China sieht das politisch verbündete Serbien als Sprungbrett zum europäischen Markt an. Der Konzern Huawei hat Serbiens 5G-Netz aufgebaut und Serbien hat auch Rüstungsgüter aus China importiert. Im Januar 2024 unterzeichneten China und Serbien eine Absichtserklärung, wonach China 2 Milliarden Euro in den Bau eines Windparks, einer Solaranlage und eines Wasserstoffwerks in Serbien investieren wird.